# Ipomoea paraguariensis
Ipomoea paraguariensis är en vindeväxtart som beskrevs av Albert Peter. Ipomoea paraguariensis ingår i släktet praktvindor, och familjen vindeväxter. Inga underarter finns listade i Catalogue of Life.